# クリエイティブORIHUS

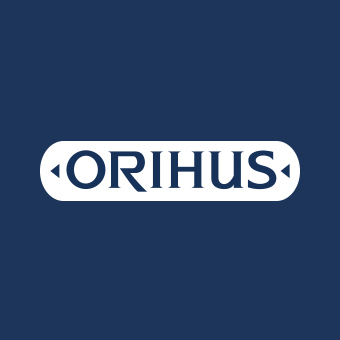
クリエイティブORIHUS

クリエイティブORIHUS（オリフス）は、日本のクリエイター集団。2015年10月、グラフィックデザイナーのちょちょい前田を中心に結成。名前はいくつかのメッセージを込めた単語の頭文字を並べたもの(Oath/誓い、Radiate/放射する、Idea/発想、Human/人間、Unquestionably/紛れもない、Source/起源)。
方針のひとつに「思いついたものを好きな時に好きなだけ形にする。人と違うものなら尚更。」というものがある。
お笑いライブEmuson's(エムソンズ)、水野明佳オリジナル模型企画「Sweet Memory」、ファッションTwitterマガジン「.you(ドットユー)」&「色男」など、企画力に定評がある。

## 結成の経緯
元々は前田がグラフィックデザイナーとして駆け出しの2008年頃(当時22歳)に、いずれは自分のクリエイティブチームを作りたいとぼんやり計画していたもので名前は決まっていたが、思いつきで1人で上京した状態で仲間もいなく実績も無かったため、実現には至らなかった。手探りで当時流行だったお笑い業界で人脈を築いていく中、2011年春にお笑いライブEmuson's(エムソンズ)の立ち上げとプロデュースが決定したため、ORIHUSのテストも兼ねてそちらに専念していた。エムソンズがお笑い要素だけでなく様々な実験的なクリエイティブ要素があったのはそのためである。紆余曲折を経てプロデューサーを前田が辞任した後、その経験を一度見直した上で改めてやりたい事をやろうと考えていたところ、アイドル活動を辞め前田に今後の方向性を相談していた水野がオリジナル模型企画『Sweet Memory』を考案。それをきっかけに2015年に正式に現在のメンバーで立ち上げた。なお、ORIHUSについて結成まで前田はお笑い含め仕事やプライベートの関係者、身内の誰にも伝えていなかった。

## メンバー
- ちょちょい前田(グラフィックデザイナー/作家　本名：前田充啓 まえだみつひろ：1986年2月22日 - ）（39歳）

リーダーであり事実上のプロデューサー。出生は東京都だが富山県富山市で育つ。父方は前田家、母方は千家の流れでどちらも能楽師を職分としている。流派は宝生流(シテ方)で自身も子方として舞台に立っていた。能は継がずに美術大学でグラフィックデザインを専攻し、卒業後芸能界へ。
幼い頃に母親と死別しているため、27歳で富山県の実家を相続している。
- 水野明佳(タレントモデラー/モデル)

チームの広告塔の役割を担当。自身で発案したプラモデル企画「Sweet Memory」が SNS上で注目を集め、知名度を上げる。元アイドル。
- 西園カレン(イラストレーター)

## 企画・作品
- お笑いライブEmuson's(エムソンズ)(企画・プロデュース・デザイン：ちょちょい前田　2011年〜2013年)
- ネット番組「お嫁にもらって!!」(企画・プロデュース・デザイン：ちょちょい前田　2011年)
- 面物語〜オモテモノガタリ〜(作:ちょちょい前田／アシスタント：西園カレン　2014年)
- 狙え！財産(作:ちょちょい前田　2014年)
- 水野明佳オリジナル模型企画「Sweet Memory」「Cosmetic Fantasìa」「ゆる丸きどうせんし」(企画：水野明佳／デザイン・構成：ちょちょい前田／サポート：西園カレン　2014年〜)
- ファッションTwitterマガジン「.you(ドットユー)」&「色男」(企画・デザイン：ちょちょい前田／メインモデル：水野明佳／サポート：佐渡賢人　2015年〜)
- モンスター千記(企画：ちょちょい前田／イラスト：西園カレン／アドバイザー：水野明佳　2015年〜)
- ミュージックプロモーションRPG「クルランクエスト」(企画・デザイン：ちょちょい前田／イラスト：西園カレン／アドバイザー：水野明佳／サポート：佐渡賢人／楽曲提供：CoolRunnings　2017年)
- 水野明佳オリジナル模型企画「GREEN GLEAM」(企画：水野明佳／デザイン・構成：ちょちょい前田　2022年〜)

## 実績

### メディア
- 笑っていいとも!※ちょちょい前田出演(フジテレビ、2013年2月)

### 雑誌
- 散歩の達人※エムソンズ紹介(交通新聞社、2012年)
- OZplus※エムソンズ紹介(スターツ出版、2013年)
- ガンダムフォワード連載※水野明佳（2020年4月〜、月刊ホビージャパン）
- ガンダムホビーライフ019作品掲載※水野明佳（2021年9月、KADOKAWA）
- [2]ガンダムエース2023年12月号 No,256『シャア専用雑記』※水野明佳（2023年11月26日、角川書店）

### モデル
- ガンダムフォワードVol.9『ガンダムアパレルコレクション』ファッションメーカーSTRICT-G「機動戦士ガンダム 水星の魔女」アイテムモデル※水野明佳（(2022年11月、月刊ホビージャパン)

### ネットニュース
- [3]下北沢経済新聞紹介※エムソンズ(2012年)
- [4]マイナビ学生の窓口紹介※エムソンズ(2013年)
- [5]ねとらぼ紹介※水野明佳(2021年3月)
- [6]おたくま経済新聞紹介※水野明佳(2021年3月)
- [7]ORICON NEWS オリコンニュース紹介※水野明佳(2022年2月)
- [8]ねとらぼ紹介※水野明佳(2023年6月)